# タルカ県
タルカ県（スペイン語: Provincia de Talca）は、チリ中部にあるマウレ州 (VII) の4つの県のうちの1つである。県都はタルカ市。

## 行政
県であるタルカは、第二級行政区画であり、大統領によって任命される知事が政治を行っている。

### コムーナ
県は、各自治体の市長と議会により政治が行われる、10のコムーナ（スペイン語：comunas）から構成される。
- タルカ
- サン・クレメンテ
- ペラルコ
- ペンカウエ
- マウレ
- サン・ラファエル
- クレプト
- コンスティトゥシオン
- エンペドラド
- リオ・クラロ

## 地理と人口動態
以下は、国立統計研究所（INE）の2002年国勢調査による。
- 面積：9,937.8 km2 (3,837 sq mi)
- 人口：352,966人
  - 男性：174,734人
  - 女性：178,232人
- 人口密度：35.5/k㎡（92人/平方マイル）
- 人口増加率：12.4%（39,015人） - 1992年〜2002年